# مدينة لاهور المسورة
مدينة لاهور المسورة أو المدينة القديمة هي النواة التاريخية لمدينة لاهور في البنجاب، في باكستان. تأسست المدينة حوالي عام 1000 ميلادي في النصف الغربي من المدينة المسورة، والتي كانت محصنة بجدار طيني خلال العصور الوسطى. لقد كانت المركز الثقافي الأساسي لمنطقة البنجاب منذ أواخر العصور الوسطى.
اكتسبت المدينة المسورة أهمية كبيرة بعد اختيارها عاصمة للمغول، مما أدى إلى بناء قلعة لاهور - التي أصبحت الآن موقعًا للتراث العالمي لليونسكو - بالإضافة إلى الأسوار المعززة الجديدة للمدينة. حظيت المدينة المسورة بالعديد من المعالم الأثرية خلال العصر المغولي، حيث تقع بعض الهياكل الأكثر شهرة في لاهور في المدينة المسورة، مثل مسجد وزير خان المزخرف بشكل فخم، ومسجد بادشاهي الضخم، وحمام شاهي. تحت حكم السيخ، تم اختيار المدينة مرة أخرى كعاصمة، وارتفعت المدينة المسورة مرة أخرى إلى الصدارة مع العديد من المباني الدينية التي بنيت في المدينة المسورة في ذلك الوقت، بما في ذلك سامادهي رانجيت سينغ، وجوردوارا جانام أستان جورو رام داس.
تظل المدينة المسورة اليوم القلب الثقافي لمدينة لاهور، وهي موطن للعديد من مناطق الجذب السياحي فيها. في عام 2012، تم إطلاق مشروع تجريبي للحفاظ على البنية التحتية الحضرية وتحسينها - مشروع شاهي جوزارجاه - لاستعادة قسم من شاهي جوزارجاه ( "الممر الملكي" ) بين مسجد وزير خان وبوابة دلهي تحت إدارة هيئة مدينة لاهور المسورة. تم الانتهاء من المرحلة الأولى من المشروع في عام 2015 بدعم من حكومتي النرويج والولايات المتحدة الأمريكية.

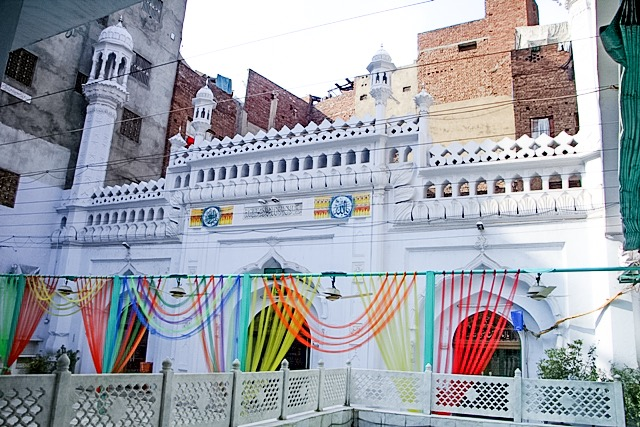
يعد مسجد نيفين أحد المباني القليلة المتبقية من العصور الوسطى في لاهور.

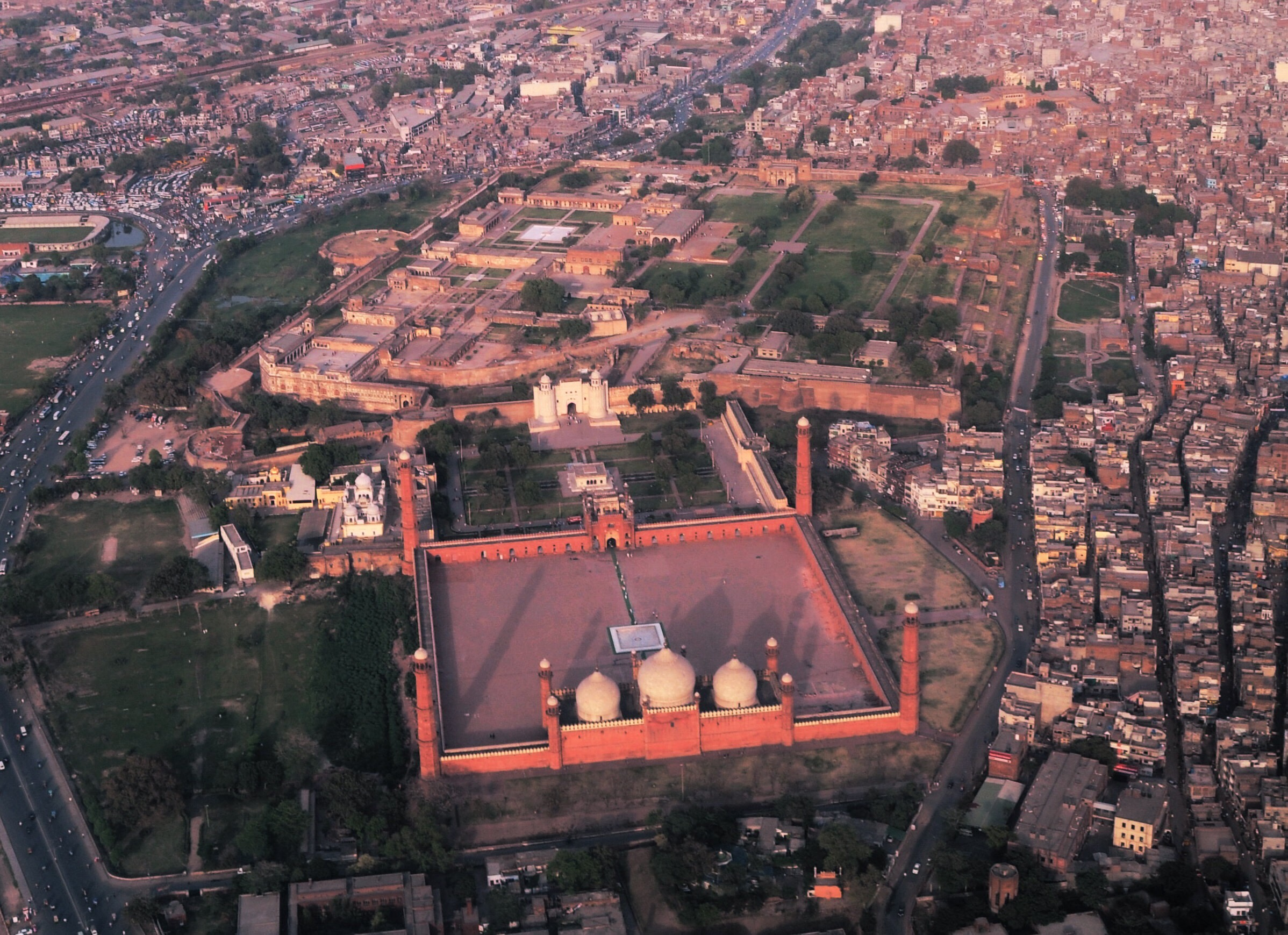
تعتبر ساحة هازوري باغ في المدينة المسورة مربعة الشكل تقع في وسط مجموعة من المعالم الأثرية بما في ذلك مسجد بادشاهي ، وحصن لاهور ، وبوابة روشناي، وسمادي رانجيت سينغ.

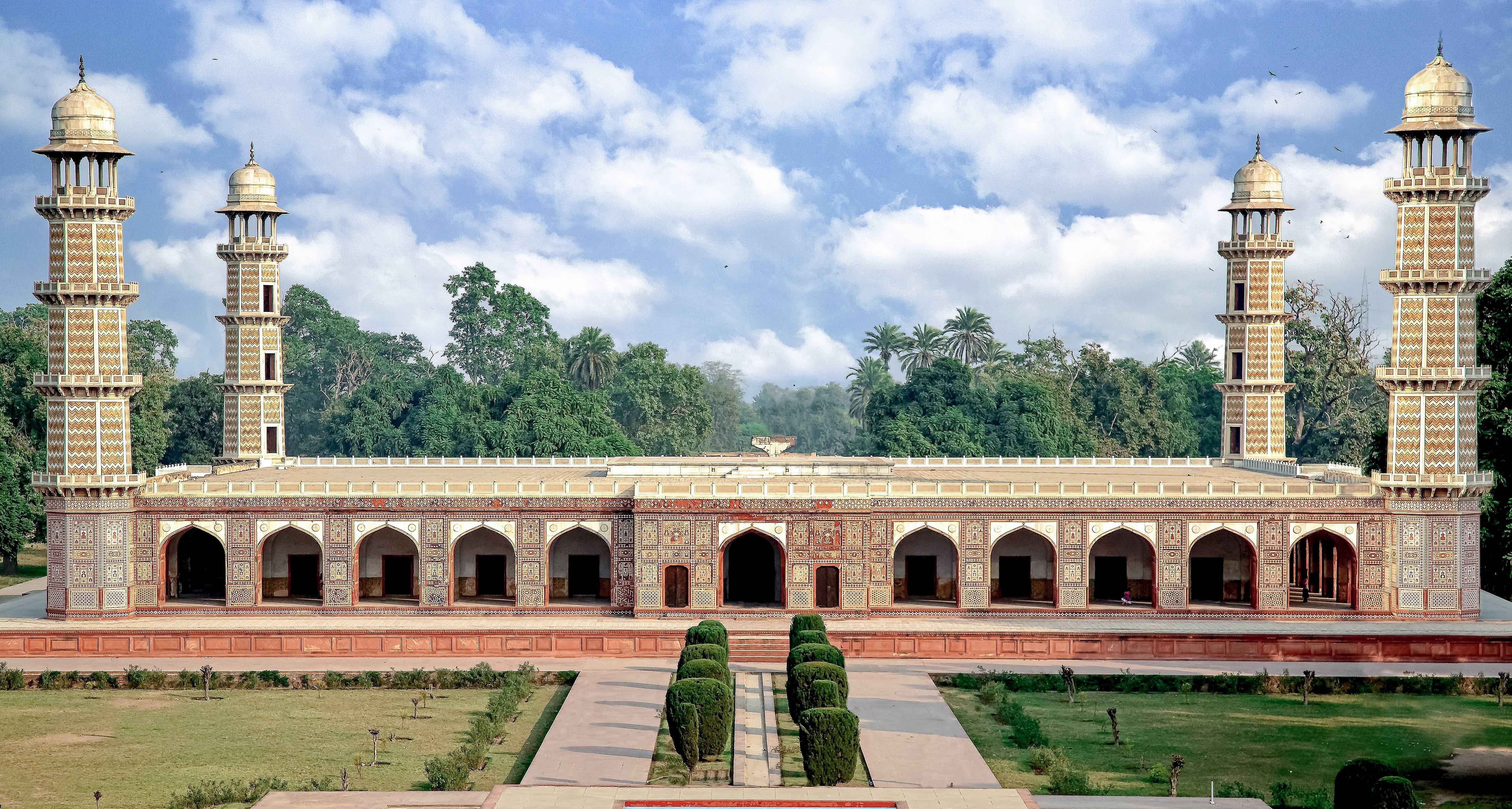
تم بناء قبر جهانجير خارج المدينة المسورة مباشرة، في منطقة تعرف باسم شهدارا باغ.

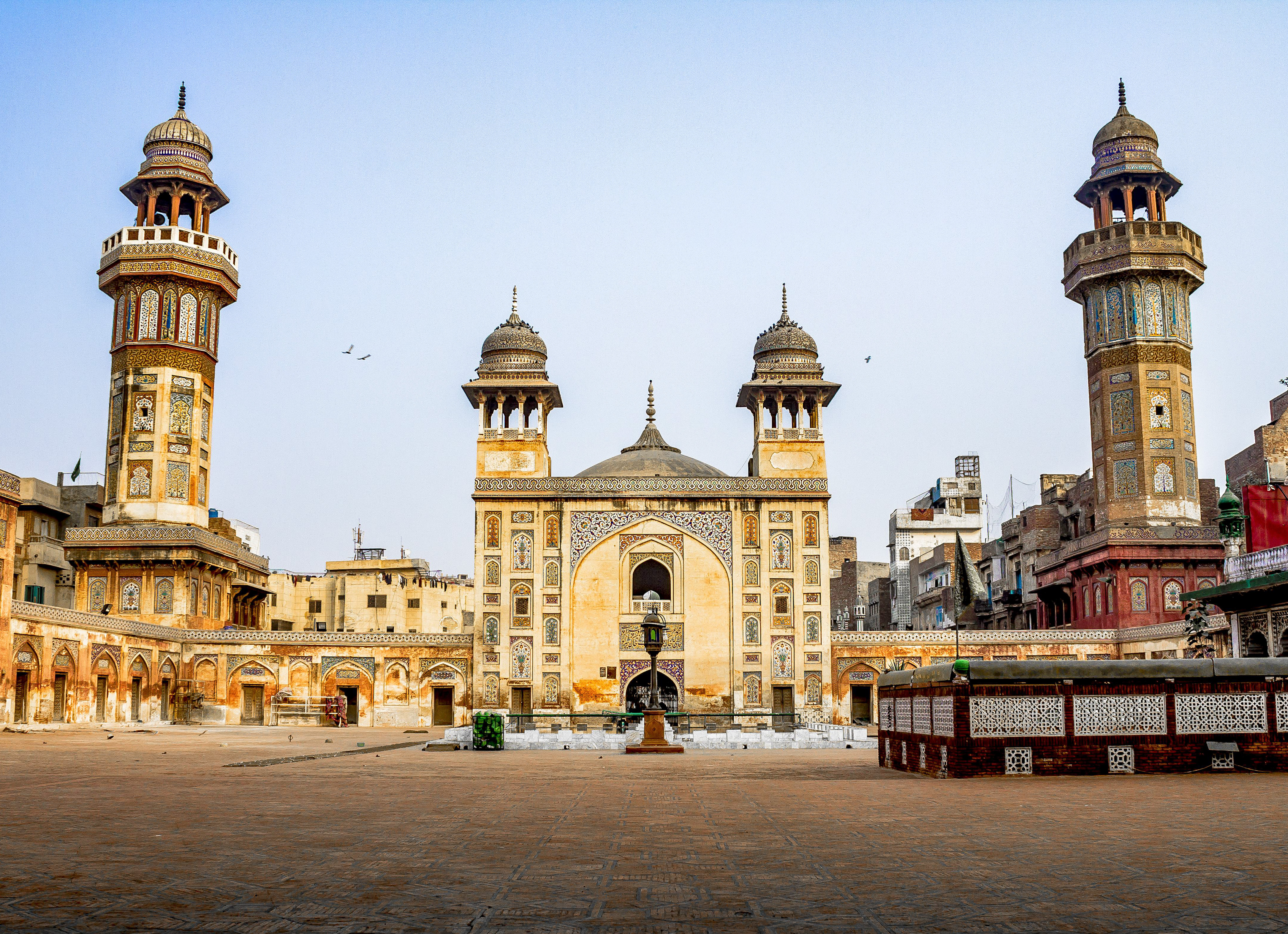
يُعتبر مسجد وزير خان الذي يعود تاريخه إلى فترة شاه جهان المسجد الأكثر زخرفة في العصر المغولي.

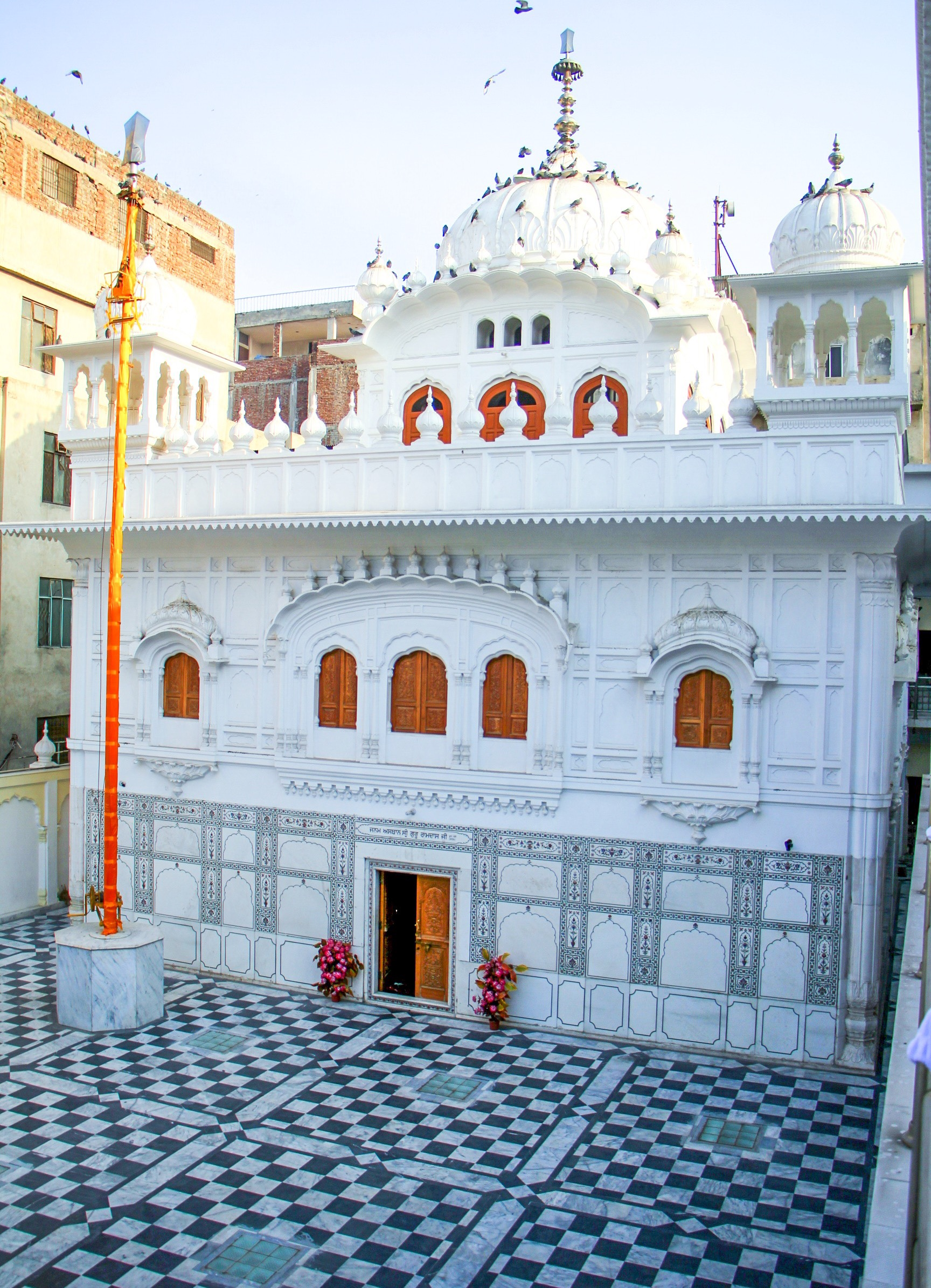
تم بناء غودرا جانام أسرا داخل المدينة المسورة في مسقط رأس وطفولة الغورو رام داس ، المعلم الرابع للسيخية.

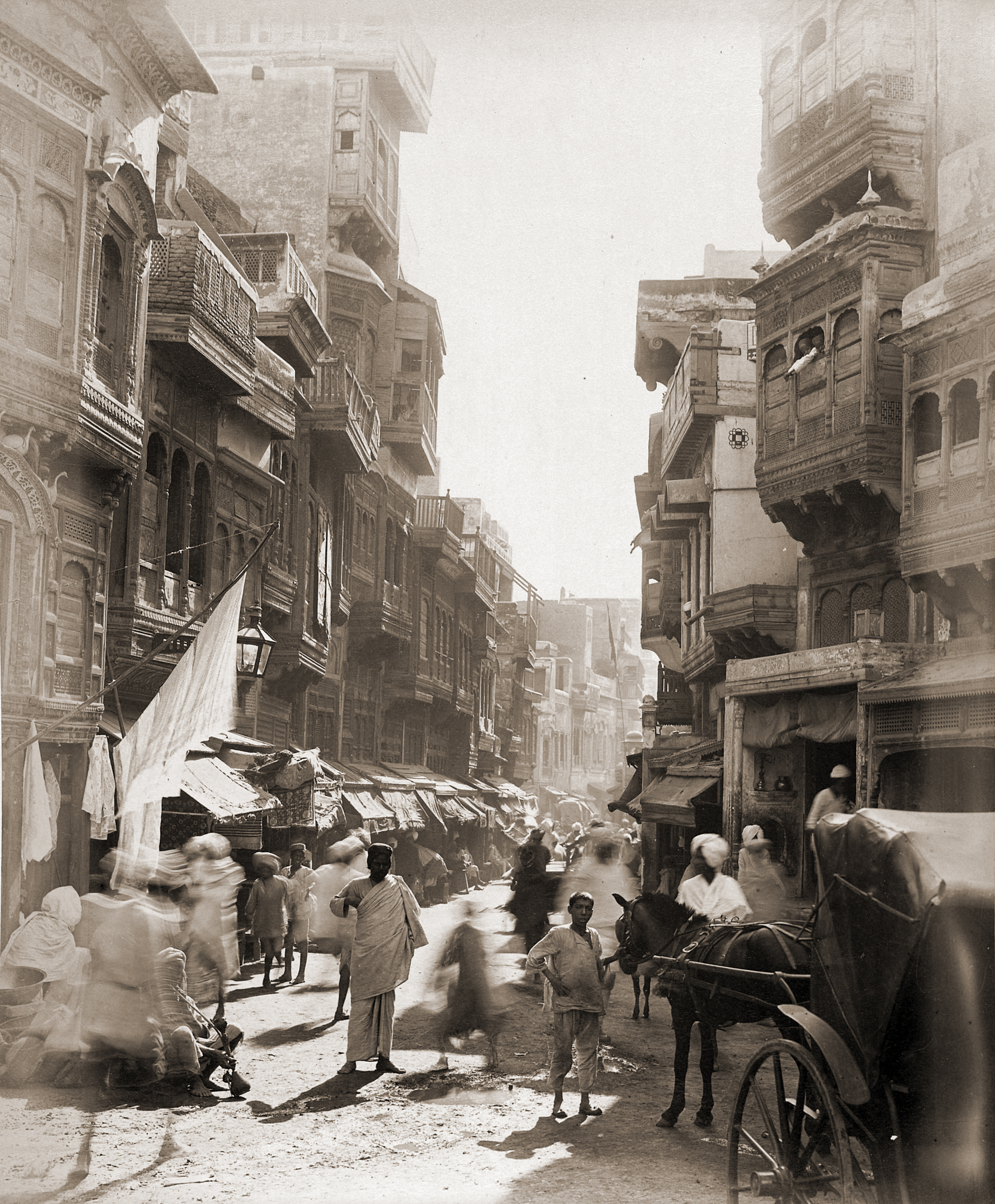
المدينة المسورة حوالي عام 1890.

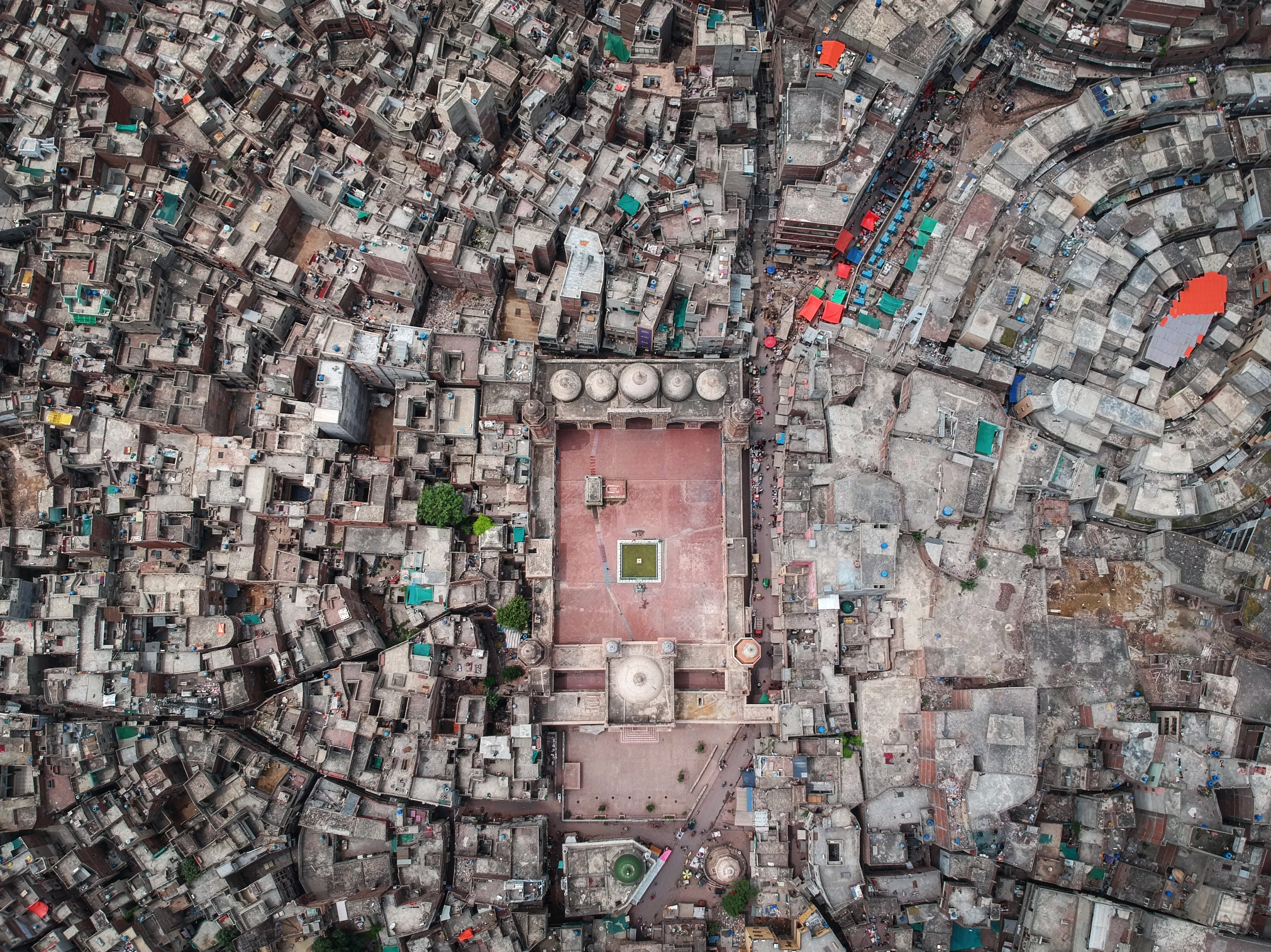
تُجسّد المنطقة المحيطة بمسجد وزير خان الشكل الحضري للمدينة المسورة

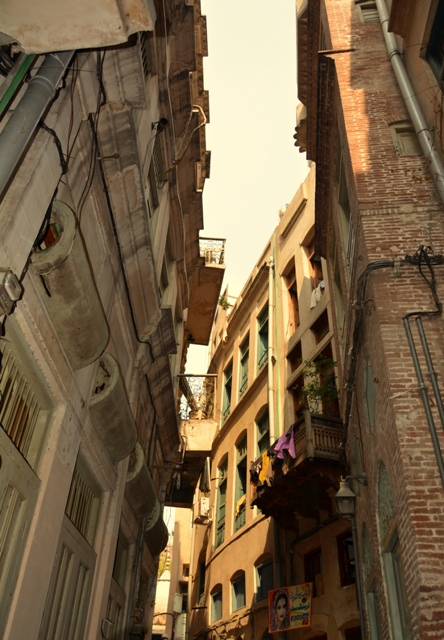
يجسد جالي سورجان سينغ البناء الكثيف للمدينة المسورة على طول الممرات الضيقة.

## التركيبة السكانية
تغطي مدينة لاهور المسورة مساحة 256 هكتارًا ويبلغ عدد سكانها 200 ألف نسمة. قبل التقسيم في عام 1947، كانت المدينة المسورة تضم تركيزًا بنسبة 48% من الهندوس ، و38% من المسلمين، و12% من السيخ . بمجرد تشكيل باكستان والهند، شهدت المنطقة اتفاقية تبادل سكان بين باكستان والهند، وأصبحت المنطقة الآن مأهولة بشكل أساسي بالبنجابيين من غرب باكستان، والمهاجرين من شرق البنجاب (هاريانا، وهيماتشال براديش ، والبنجاب ، في الهند ) والبشتون. اعتبارًا من الآن، يتكون السكان من 99٪ من المسلمين، بما في ذلك البنجابيين، في الغالب.
على مدى العقدين الماضيين، كان هناك عدد متزايد من السكان البشتون الذين يعيشون غرب باكستان ويمندون لأفغانستان، مع وصول التجار واستقرارهم من منطقة خيبر بختونخوا وأجزاء من أفغانستان. يعد هذا الجزء من لاهور مجتمعًا مزدحمًا، مع تاريخ محفور في كل زاوية من شوارعه، ويجذب الناس من جميع أنحاء باكستان، سواء لأغراض السياحة أو الأعمال.

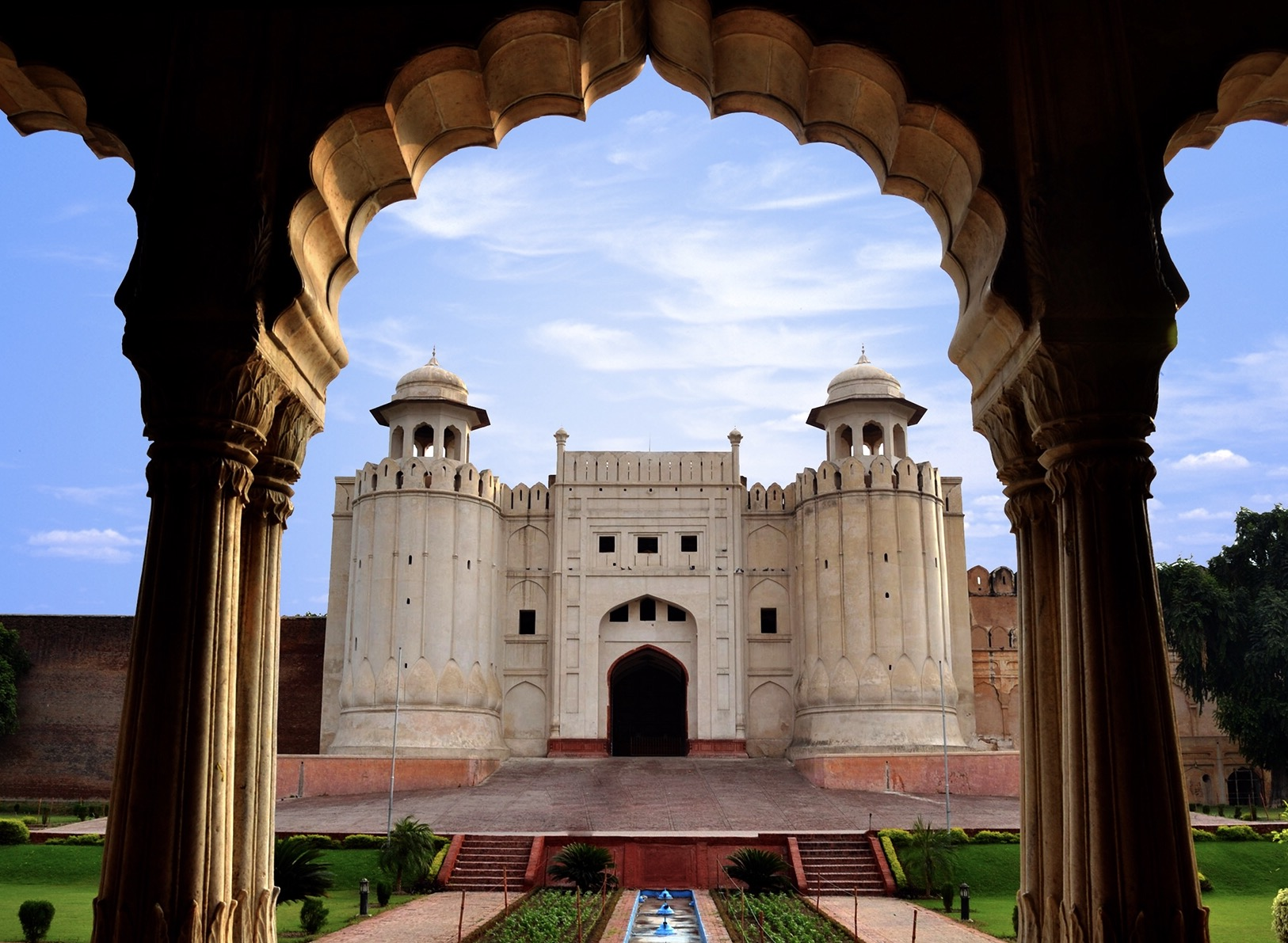
تعد بوابة علمجيري المدخل الرئيسي لقلعة لاهور ، وتطل على ساحة هازوري باغ.

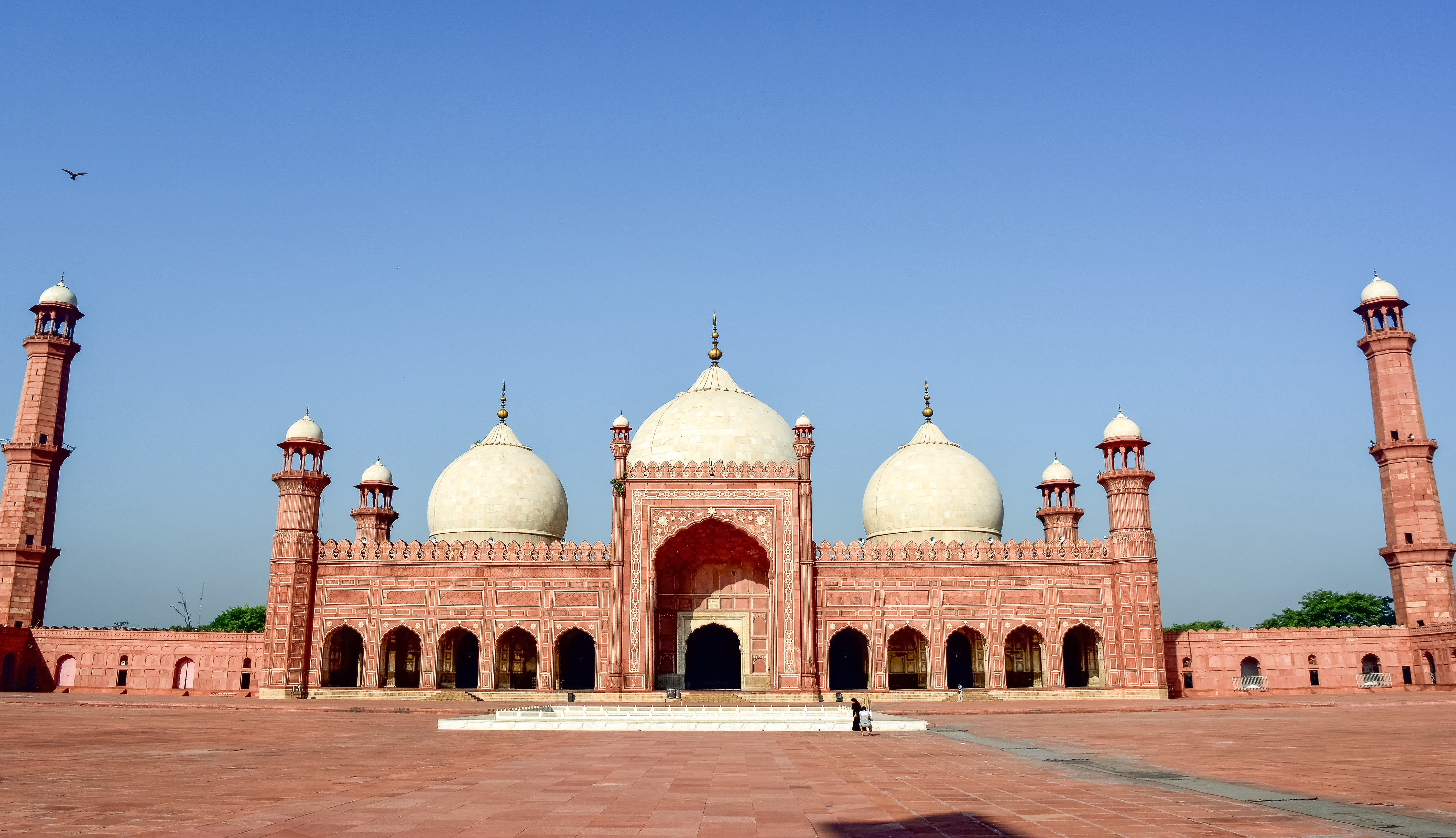
يعود تاريخ مسجد بادشاهي في لاهور إلى أواخر القرن السابع عشر، وكان آخر المساجد الإمبراطورية المغولية الكبرى التي تم بناؤها.

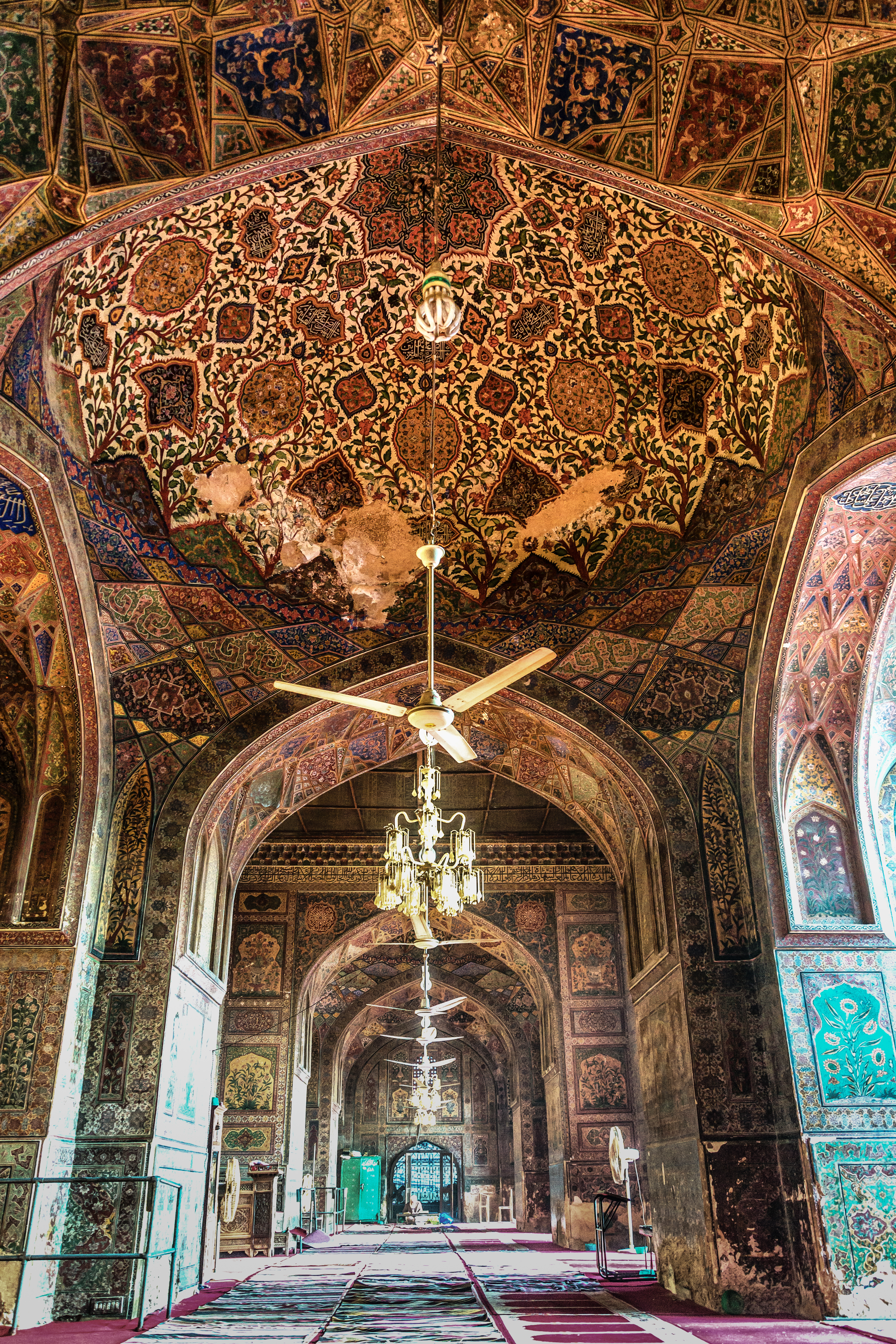
يتميز مسجد وزير خان بزخارفه المعقدة والواسعة النطاق.

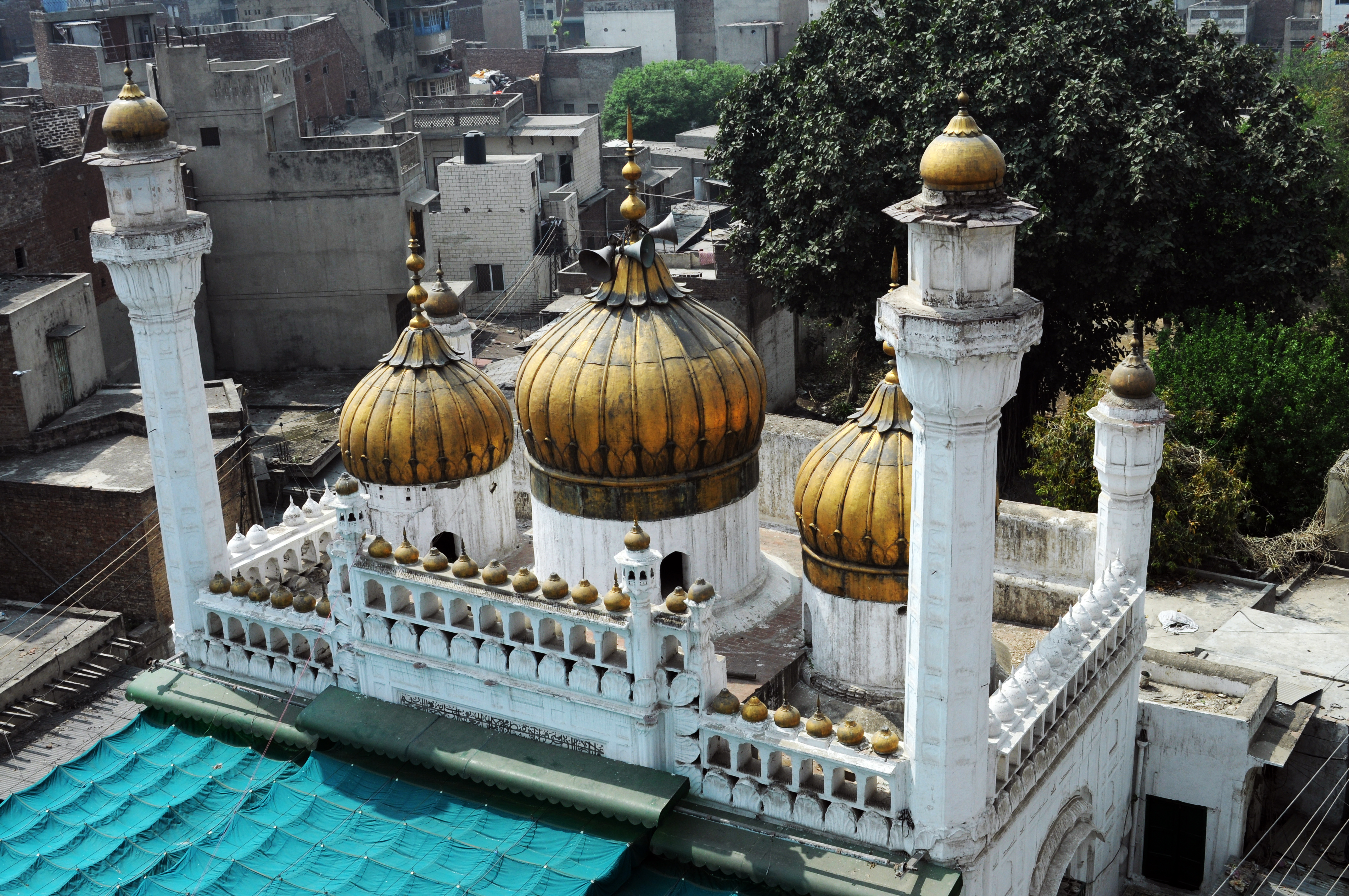
تم تسمية مسجد السنهري بهذا الاسم بسبب قبابه المذهبة.

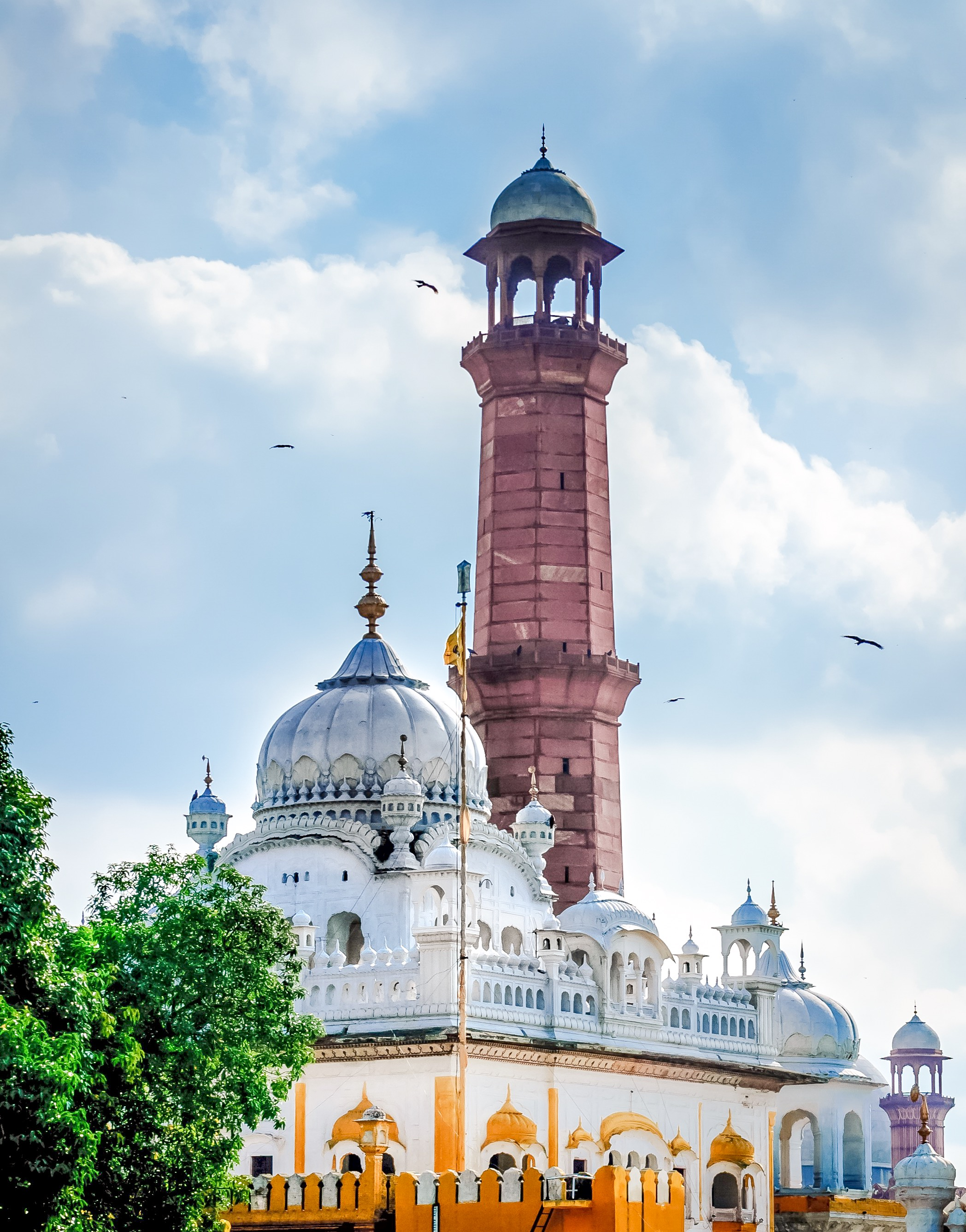
تم بناء سمادهي رانجيت سينغ بجوار مسجد بادشاهي الشهير.

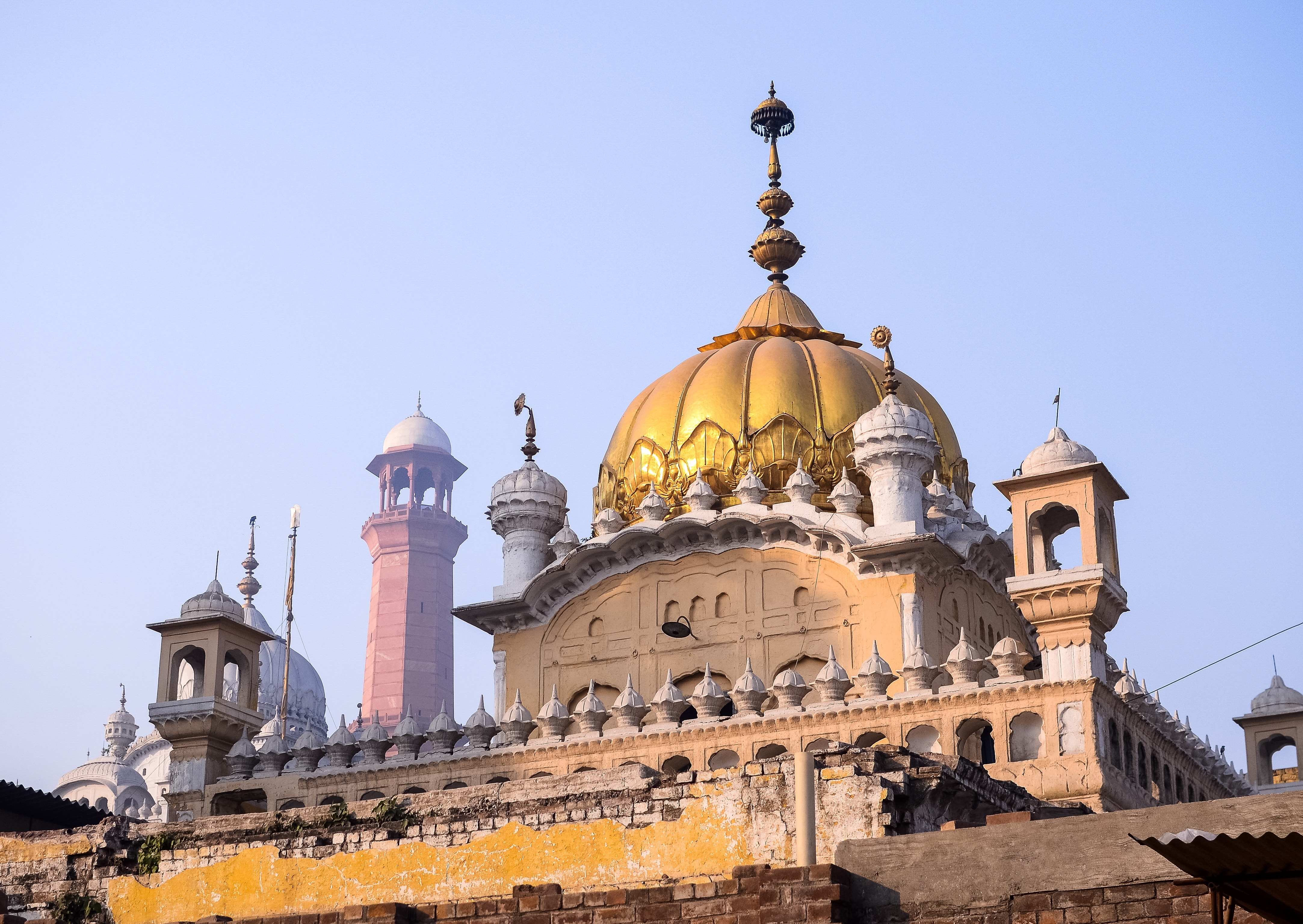
تم بناء غودرا دير صاحب في المكان الذي يُعتقد أن المعلم الخامس للسيخية قد توفي فيه عام 1606.

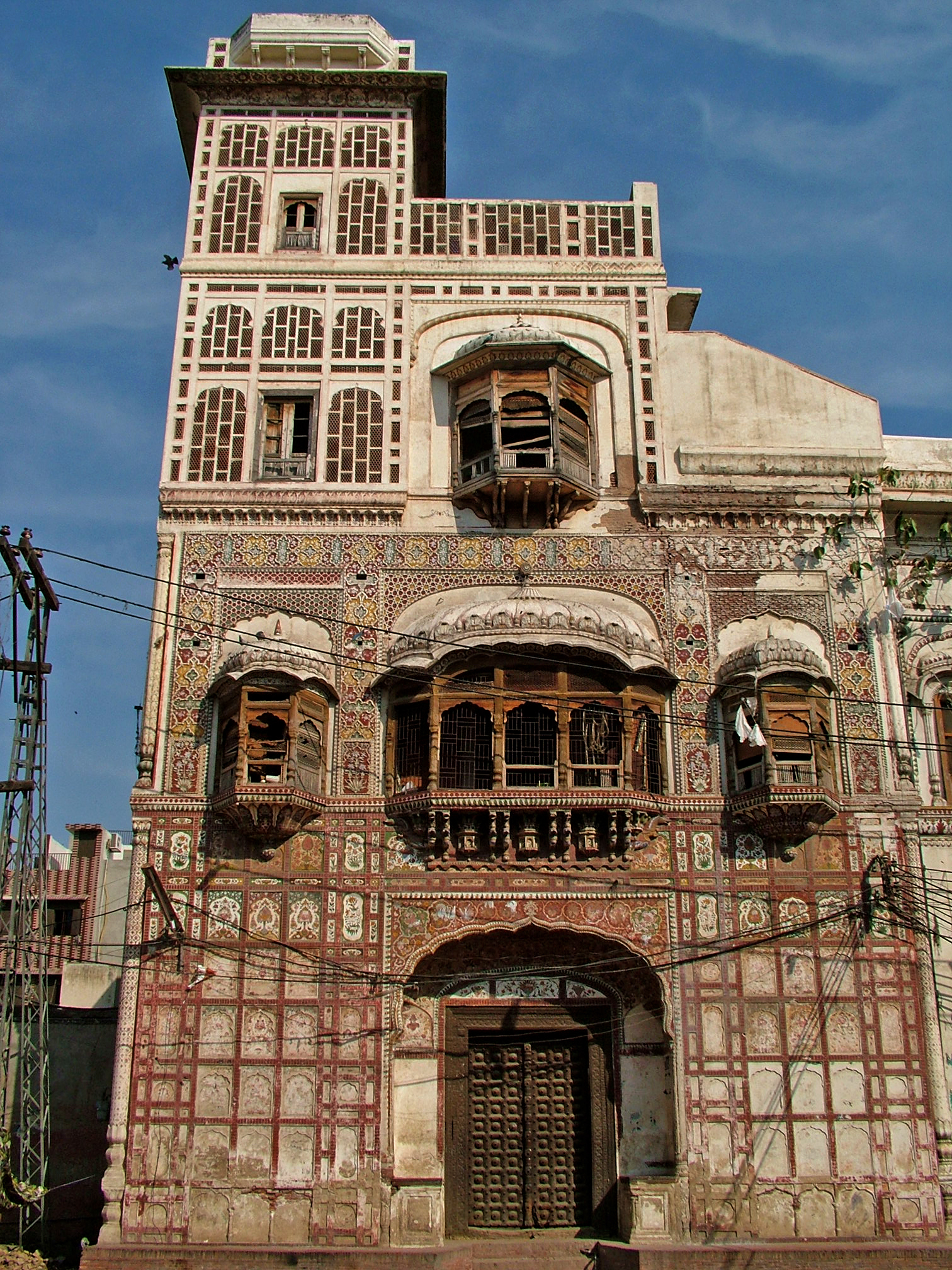
يُعد هافيلي ناو نيهال سينغ أبرز مثال باقٍ للهندسة المعمارية السيخية في لاهور.

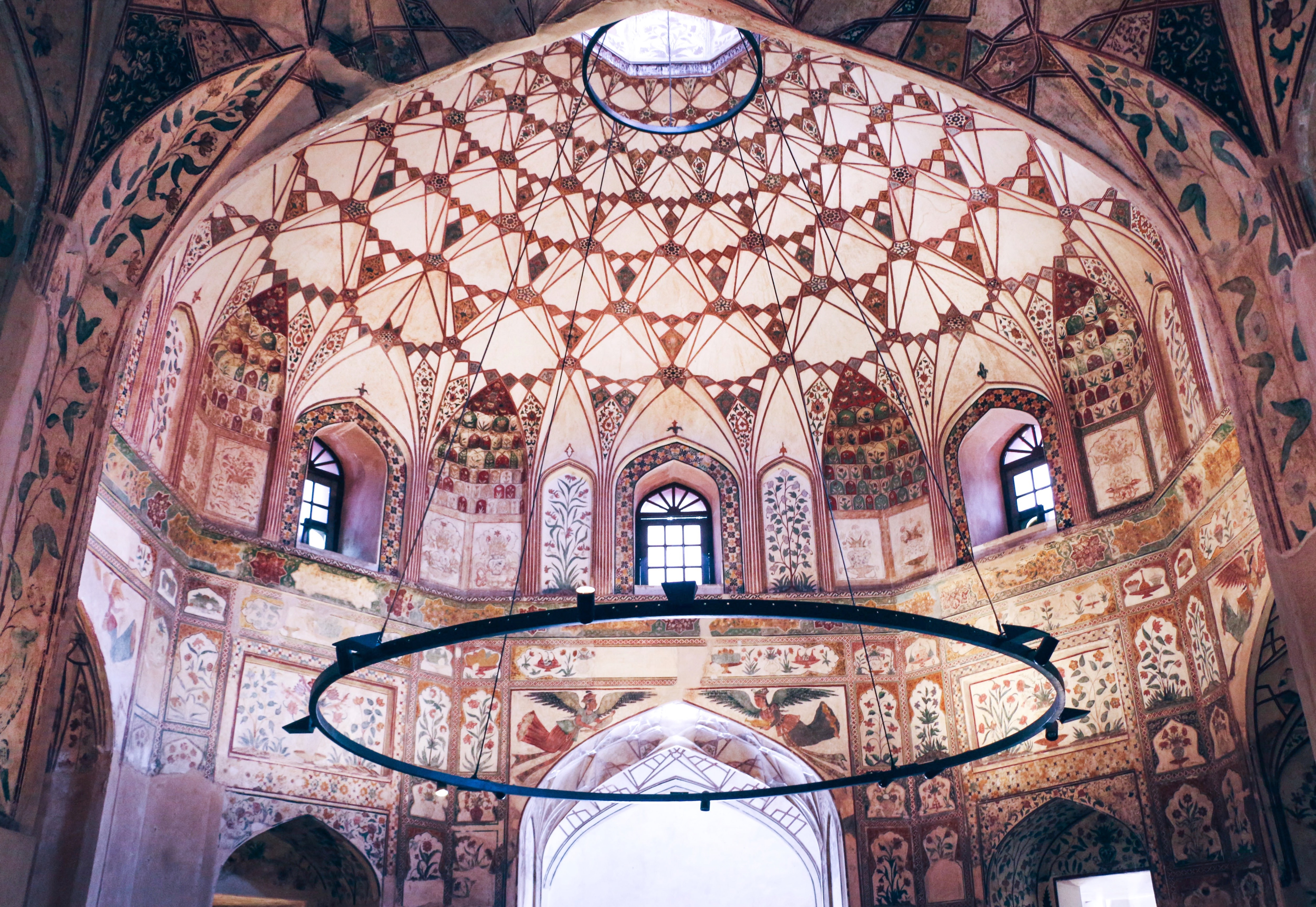
يُعرف حمام شاهي بمجموعته الواسعة من اللوحات الجدارية المغولية.

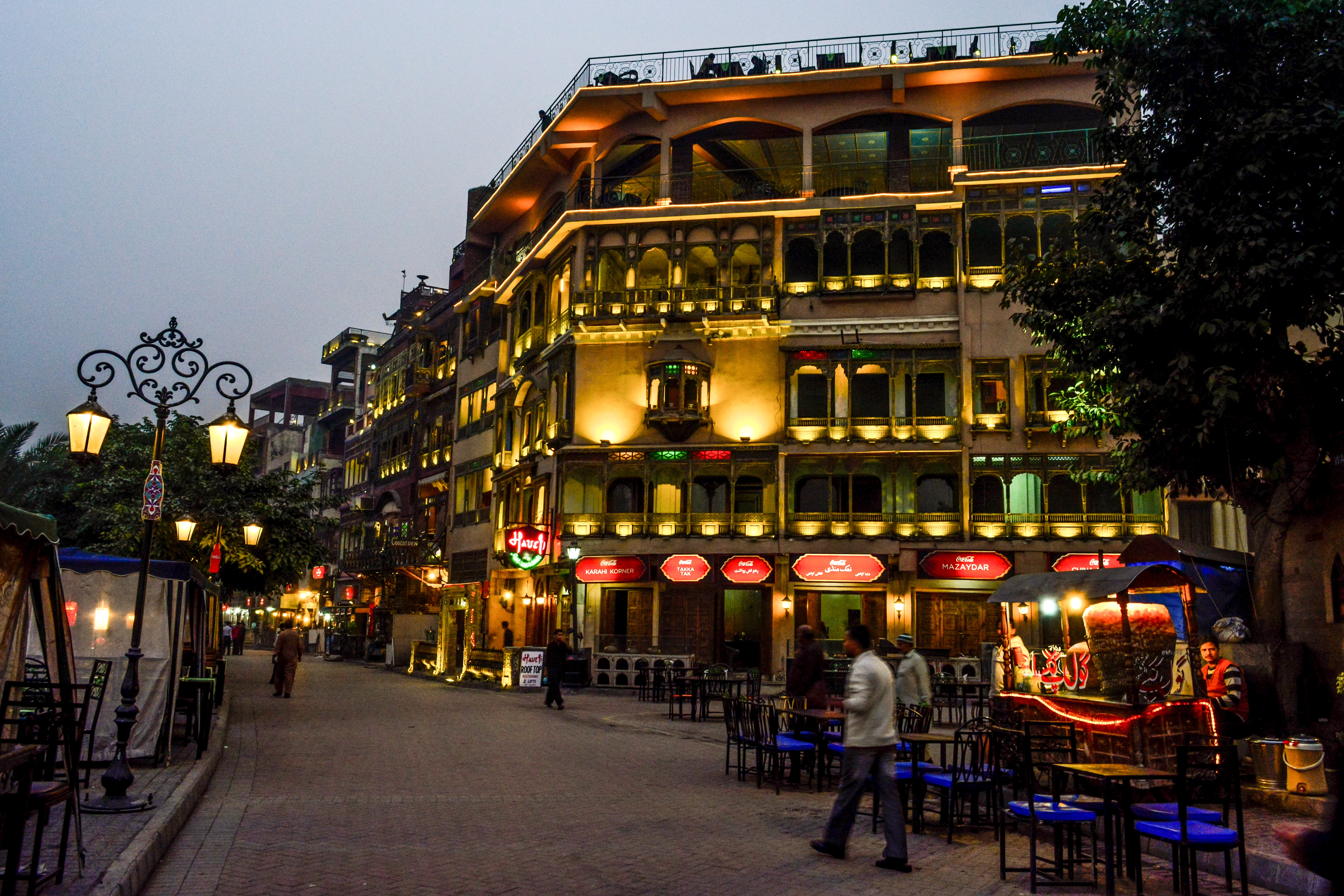
تتخصص منافذ البيع في شارع الطعام فورت رود في المطبخ اللاهوري.

## المواقع التراثية

#### البوابات
| اسم             | صورة | وصف |
| --------------- | ---- | --- |
| بوابة بهاتي     |      | يقع مدخل "بوابة بهاتي" على الجدار الغربي للمدينة القديمة. المنطقة داخل البوابة معروفة جيدًا في جميع أنحاء المدينة بطعامها . خارج "بوابة بهاتي" مباشرة يوجد ضريح داتا دوربار ، وهو ضريح الولي الصوفي علي هاجويري - والذي يعتبر على نطاق واسع شفيع لاهور. |
| بوابة دلهي      |      | كانت "بوابة دلهي" على الطريق المؤدي من لاهور إلى دلهي . تم بناء البوابة في العصر المغولي في تاريخ بوابة شيتا الحالي. تم بناء البوابة الحالية من قبل البريطانيين في القرن التاسع عشر، إلى الشرق من "بوابة دلهي القديمة". |
| بوابة كشمير     |      | "بوابة كشمير" تواجه اتجاه كشمير. |
| بوابة لوهاري    |      | تقع "بوابة لوهاري" على مقربة شديدة من "بوابة بهاتي". تمت تسمية البوابة باسم لوهوري لأن العديد من ورش الحدادة في لوهار كانت موجودة خارج هذه البوابة مباشرة. |
| بوابة روشناي    |      | تقع "بوابة روشناي"، المعروفة أيضًا باسم "بوابة الأضواء"، بين قلعة لاهور ومسجد بادشاهي . كانت البوابة أحد المداخل الرئيسية للمدينة، وكان يزورها باستمرار العميريون ورجال الحاشية والخدم الملكيون والحاشية. وفي المساء، كانت البوابة مضاءة، ومن هنا جاء اسمها. وكانت البوابة تُعرف أيضًا باسم "بوابة الروعة". إنها البوابة الوحيدة التي لا تزال إلى حد كبير على حالتها الأصلية |
| بوابة شيرانوالا |      | "بوابة "شايرانوالا" ("بوابة الأسود")، المعروفة في الأصل باسم بوابة خيزري ، تم بناؤها من قبل مهراجا رانجيت سينغ . بعد اكتمال بنائه، وضع سينغ أسدين حيين (أو شيرز) في قفصين عند البوابة كتحذير رمزي للأعداء المحتملين. |

##### البوابات السابقة
| اسم            | وصف |
| -------------- | --- |
| بوابة أكبري    | "بوابة أكبري"، أجمل بوابة في لاهور. تُعرف هذه البوابة أيضًا باسم بوابة دلهي في لاهور الحديثة. تمت تسمية "بوابة أكبري" على اسم الإمبراطور المغولي أكبر ، الذي أعاد بناء المدينة والقلعة. بالقرب من هذه البوابة أسس الإمبراطور أيضًا سوقًا، سمي باسمه "أكبري ماندي" (سوق أكبري). |
| بوابة ماستي    | خلف قلعة لاهور مباشرة يوجد مدخل "بوابة ماستي"، المعروفة أيضًا باسم "بوابة المرح". تهيمن على هذه المنطقة بائعي الأحذية بالجملة الذين يبيعون الأحذية التقليدية والغربية على حد سواء. يقع في نهاية الشارع أحد أقدم المساجد في المدينة، مسجد مريم زماني بيجوم ، الذي سمي على اسم والدة جهانجير ، مريم زماني . |
| بوابة موتشي    | تقع بوابة موتشي عند مدخل موتشي باغ (حديقة) وفي وسط سوق مزدحم، وهي بوابة تاريخية بنيت خلال العصر المغولي . في اللغة الأردية ، تعني كلمة موتشي صانع الأحذية ، وهو ما قد يشير إلى أن البازار كان في السابق سوقًا للأحذية ومحلات الإصلاح. هناك نظرية أخرى تقول أنه وفقًا للأسطورة تم تسمية البوابة على اسم موتي ، حارس البوابة خلال العصر المغولي، والذي كان يحرس البوابة ويعتني بها طوال حياته. وفي وقت لاحق، تم تحريف الاسم وأصبح موتشي. اليوم، أصبح البازار الموجود حول بوابة موتشي مشهورًا بالفواكه المجففة والطائرات الورقية والألعاب النارية. بوابة موتشي هي المدخل إلى موتشي باغ، حيث ألقى العديد من القادة الباكستانيين المشهورين في الماضي والحاضر خطاباتهم. |
| بوابة موري     | تقع بوابة موري بين بوابة لاهوري وبوابة بهاتي، وهي أصغر أبواب المدينة المسورة. كانت هذه البوابة تستخدم لإزالة النفايات والمواد الضارة من المدينة. لم تكن بوابة موري تعتبر بوابة رسمية أبدًا، لكن سكان لاهور اعتبروها البوابة الثالثة عشرة. |
| بوابة شاه علمي | سُمّيت "بوابة شاه علامي" تيمنًا بأحد أبناء الإمبراطور المغولي أورنجزيب ، شاه علام الأول . وقبل وفاته، كانت تُعرف باسم "بوابة بهيروالا". خلال أعمال الشغب الاستقلالية عام 1947، تم حرق البوابة. اليوم لم يبقَ منه إلا اسمه. يقع أحد أكبر الأسواق التجارية في لاهور، "سوق شاه علم" أو "شالمي" كما يسميه السكان المحليون، بالقرب من موقع البوابة. |
| بوابة تاكسالي  | تم بناء "بوابة تاكسالي"، المعروفة أيضًا باسم تاكسال (الدار الملكية للسكة الحديدية)، في عهد المغول. يوجد هنا سوق للأحذية يُعرف باسم بازار شيكوبوريان. تتوفر مجموعة متنوعة من الأطعمة داخل هذه البوابة وما حولها - ومن بين الأطعمة المحبوبة طبق سري باي من مطعم فازال دين المعروف باسم "فاجا". يعد تاج محل وشاهبودين حلوى من متاجر الحلويات الأكثر شعبية. |
| بوابة ياكي     | سُميت "بوابة ياكي" نسبة للقديس الشهيد "زكي". سقط زكي أثناء دفاعه عن المدينة ضد الغزاة المغول من الشمال. مع مرور الوقت، تم تحريف اسم "زكي" إلى ما تعرف به البوابة اليوم: "ياكي". |

## روابط خارجية
- الموقع الرسمي لمشروع التنمية المستدامة لمدينة لاهور المسورة
- صور وتاريخ لاهور نسخة محفوظة 27 مايو 2016 على موقع واي باك مشين.
- المدينة المسورة لها ثلاثة عشر بوابة (مؤرشفة)
- جولة في المدينة المسورة
- معلومات عن البوابات والتاريخ نسخة محفوظة 5 أكتوبر 2006 على موقع واي باك مشين.
- السفر: معلومات عن الحصن
- معالم الجذب في لاهور
- الأماكن التي تستحق الزيارة: أبواب لاهور
- خريطة جوية لمدينة لاهور على WikiMapia.org
- ثلاثة عشر بوابة لاهور نسخة محفوظة 6 يناير 2012 على موقع واي باك مشين.

قالب:Walled City of Lahore